# Скомовская
Скомовская — деревня в Вельском районе Архангельской области. Входит в состав Муниципального образования «Усть-Вельское». Имеет второе местное неофициальное название Каменная.

## География
Деревня расположена в южной части Архангельской области, в таёжной зоне, в пределах северной части Русской равнины, в 14 километрах на юго-запад от города Вельска, на левом берегу реки Пежма притока Ваги. Ближайшие населённые пункты: на юго-западе деревня Никифорово, на востоке деревня Есяковская.
Часовой пояс
Скомовская, как и вся Архангельская область, находится в часовой зоне МСК (московское время). Смещение применяемого времени относительно UTC составляет +3:00.

## Население
| 2002 | 2010 | 2012 | 2014 |
| ---- | ---- | ---- | ---- |
| 25   | ↘22  | ↗23  | ↘22  |

## История
Указана в «Списке населённых мест по сведениям 1859 года» в составе Вельского уезда(2-го стана) Вологодской губернии под номером «2271» как «Скомовское(Каменное)». Насчитывала 14 дворов, 50 жителей мужского пола и 49 женского.
В материалах оценочно-статистического исследования земель Вельского уезда упомянуто, что в 1900 году в административном отношении деревня входила в состав Никифоровского сельского общества Никифоровской волости. На момент переписи в селении Скомовская(Каменная) находилось 27 хозяйств, в которых проживало 84 жителя мужского пола и 83 женского.

## Достопримечательности
Церковь Пантелеимона Целителя Объект культурного наследия № 2900000949 , изначально Часовня Илии Пророка — крупная деревянная часовня 1853 года постройки. Представляла собой четверик, завершеный меньшим по размеру восьмериком, перекрытым куполом, завершавшимся ныне утраченной главкой. С запада был пристроен притвор, а остальные стены четверика имеют фронтоны. С севера и юга устроены четырехколонные портики - элементы декора в стиле классицизма. Внутри стены часовни были гладко отёсаны и побелены, а снаружы покражены охрой, некоторые детали были покрыты красной и зеленой красками. Часовня строилась профессиональными плотниками, но крыльцо со звонницей, вероятно, пристроено впоследствии местными крестьянами. В советские годы была закрыта и использовалась в качестве зернохранилища. В 2012-2016 годах проведён ремонт и храм был освящен в честь целителя Пантелеймона.